# 14. mešani topniški polk (JLA)
Za druge 14. polke glejte 14. polk.
14. mešani topniški polk je bil topniški polk v sestavi Jugoslovanske ljudske armade.
Enota je bila nastanjena v Sloveniji pred in med slovensko osamosvojitveno vojno.

## Organizacija
1991
- poveljstvo

- namestitveni vod
- poveljniška baterija

- havbična baterija 155 mm
- havbična baterija 155 mm
- topniška baterija 155 mm
- zaledna baterija